# Deutscher Berufsverband für Pflegeberufe
Der Deutsche Berufsverband für Pflegeberufe e. V. (DBfK) ist ein Verband zur Vertretung der allgemeinen aus der beruflichen Tätigkeit erwachsenden ideellen und wirtschaftlichen Interessen der selbständig tätigen oder abhängig beschäftigten Berufsangehörigen in der Alten-, Kinderkranken- und Krankenpflege und der öffentlichen Gesundheitspflege. Der Verband gliedert sich in einen Bundesverband und für den Bereich einzelner oder mehrerer Bundesländer in vier Regionalverbände mit der Rechtsform eingetragener Vereine.

## Geschichte

### Gründung
Gegründet wurde der heutige DBfK am 11. Januar 1903 als Berufsorganisation der Krankenpflegerinnen Deutschlands (B.O.K.D.) von der Krankenpflegerin Agnes Karll, welche die Krankenpflege in Deutschland intensiv geprägt hat. Neben der Gründung der Berufsorganisation war sie des Weiteren 1904 maßgeblich an der Gründung des International Council of Nurses (ICN) beteiligt, in dem der DBfK bis heute aktiv beteiligt ist. Der Gedanke, eine Berufsorganisation zu gründen, kam Karll 1901 nach dem Besuch einer Generalversammlung des Allgemeinen Deutschen Frauenvereins, auf der 80.000 Frauen über den Krankenpflegeberuf verhandelten. Zur Zeit der Generalversammlung wurde die Krankenpflege ohne Anbindung an ein Mutterhaus als Entweihung der Krankenpflege gesehen. Karll selber war jedoch aufgrund ihrer familiären Verpflichtungen freiberuflich tätig.
Während der Sitzung kam eine Oberin des Roten Kreuzes zu Wort, die die Krankenpflege ohne Mutterhausanbindung als inakzeptabel und nicht praktizierbar ansah. Agnes Karll, vom Gegensatz überzeugt, arbeitete anschließend an der Umsetzung ihrer Idee der freiberuflichen Ausübung des Krankenpflegeberufs. Am 11. Januar 1903 diskutierte sie den von ihr entwickelten Vorschlag einer Satzung auf einer Versammlung zur Verbandsgründung mit 37 Schwestern in Berlin. Noch am selbigen Abend gründeten 28 der anwesenden Frauen die Berufsorganisation der Krankenpflegerinnen Deutschlands. Agnes Karll wurde zur ersten Vorsitzenden gewählt. Neben anderen Zielen war es zunächst das primäre Ziel des Verbandes, die Schwestern zur Selbständigkeit zu befähigen und die Mitglieder zu „Mitbestimmung und Mitverantwortung zu befähigen“.

### Erster Weltkrieg
Der Erste Weltkrieg sollte nach Vorstellung der Verbandsvorsitzenden die Stellung der Schwester weiter aufwerten. Trotz des Umstandes eines enormen personellen Bedarfs erwies sich diese Hoffnung als trügerisch: Notprüfungen, verkürzte Ausbildungszeiten und gesenkte Anforderungsbedingungen machten die Arbeit der B.O.K.D. nahezu zunichte. Die soziale Zusammensetzung des Pflegeberufes änderte sich durch den Krieg drastisch. Es waren nicht nur Frauen aus „bildungsfernen Schichten hinzugekommen, sondern auch zahlreiche männliche Pflegekräfte, Sanitäter aus den Reihen der Arbeiter und Handwerker“.

### Der Verband in der Zeit der Nationalsozialisten
Mit der Machtübernahme der Nationalsozialisten stellte sich anfänglich auch die B.O.K.D. in den Dienst des Regimes. Die nationalsozialistische Führung verfolgte die Entwicklung der Berufsorganisation mit großem Interesse. Vor allem die internationalen Kontakte schienen den neuen Machthabern geeignet, auch auf dieser Bühne für die neue Regierung zu werben. Aber bereits im Juni des Jahres 1933 wurde die verbandseigene Zeitschrift „Unterm Lazaruskreuz“ auf Anordnung der Machthaber umbenannt und hieß fortan „Dienst am Volk“. „Die B.O.K.D. gestaltet nur noch die Hülle der Schwesternzeitschrift.“
Die freiberuflichen Schwesternverbände sahen sich in der Reichsfachschaft deutscher Schwestern als neu gebildeter Dachverband zusammengefasst. Die Räumlichkeiten und Ausstattung der B.O.K.D. wurden vom Reichsinnenministerium in Besitz genommen. In den folgenden Jahren konnte die B.O.K.D. die immer wieder geforderte Auflösung durch Fürsprache verschiedener Nationalsozialistinnen und mit Hinweis auf die internationalen Kontakte abwenden. Im April 1938 wurde auf obersten Befehl im Rahmen einer Mitgliederversammlung die Auflösung der Berufsorganisation per einstimmigen Mitgliederbeschluss entschieden.

### Nach dem Zweiten Weltkrieg
Da die Berufsorganisation nicht aus dem Vereinsregister gelöscht wurde, war es 1945 durch einen schlichten Widerruf des Auflösungsbeschlusses aus dem Jahre 1938 möglich, den Agnes-Karll-Verband als Nachfolgeorganisation der B.O.K.D. zu gründen. Die Ziele der alten Berufsorganisation konnten nahezu unverändert übernommen werden, stellten sie doch unter den gegenwärtigen Bedingungen nach wie vor eine Anforderung für die Arbeit der Organisation dar. Nicht übernommen werden konnten aber die Organisationsstrukturen der alten B.O.K.D., da die Siegermächte keine einheitlich, zentral von Berlin gesteuerten Verbände gestatteten. In der Sowjetischen Besatzungszone galt die Zugehörigkeit zum Agnes–Karll-Verband sogar als illegal und wurde strafrechtlich verfolgt.
Im Westen entwickelte sich in der Folge der Auflagen der Agnes-Karll-Verband als berufsständische Interessenvertretung auf Länderebene, vorerst ohne zentrale Verknüpfung. 1951 wurde ein Hauptvorstand gebildet, der die Interessen des Agnes-Karll-Verbandes gegenüber den Bundesbehörden vertreten sollte. Der Kontakt zu den internationalen Pflegeverbänden wurde schnellstmöglich wiederhergestellt.
In den 1950er Jahren beginnend wurde die Eigenständigkeit der Krankenschwester ein wichtiges Stichwort im berufspolitischen Diskurs der Pflegeverbände. Das überholte Ideal der traditionellen, dienende Pflegekräfte und Verbandsfunktionäre gerieten in die Kritik junger Schwestern. Trotz verbesserter Ausbildungs- und Arbeitsbedingungen entwickelten sich ein problematischer Personalengpass und Nachwuchsmangel.
Anfang der 1960er Jahre öffnete sich der Agnes-Karll-Verband für die weniger qualifizierten Pflegehelferinnen. Die Entscheidung, männliche Pflegekräfte in den Verband aufzunehmen, löste heftige Kontroversen aus. Der Fachverband der Krankenpfleger (FDK) hatte sich 1967 dem Agnes-Karll-Verband korporativ angeschlossen.
Der Wunsch, aus vielen kleinen Verbänden einen großen zu machen, führte 1973 zur Gründung des Deutschen Berufsverbandes für Krankenpflege e. V. (DBfK). Dem Agnes-Karll-Verband schlossen sich noch vier weitere Pflegeverbände aus der Deutschen Schwesterngemeinschaft an und leiteten die DSG in den DBfK über. Da fortan die Mitgliedschaft nur natürlicher Personen im neu gegründeten Verband möglich war, mussten sich die einzelnen Organisationen auflösen. Die Federführung des Berufsverbandes behielt als größte der beteiligten Organisationen der Agnes-Karll-Verband. Der Einfluss des Agnes-Karll-Verbandes auf den neu geschaffenen Berufsverband spiegelt sich heute noch in der Verwendung des Lazaruskreuzes im Logo der Organisation wider.

### Namensgebung
Im Mai 1991 änderte der Berufsverband seinen Namen in Deutscher Berufsverband für Pflegeberufe e. V. unter Beibehaltung des bekannten Kürzels DBfK. Mit der Namensänderung trug die Organisation einem Wunsch der bereits im Verband aufgenommenen Alten- und Kinderkrankenpflegenden Rechnung, der Öffnung des Verbandes für diese pflegenden Berufsgruppen auch in der Bezeichnung nachzukommen. Die Beibehaltung des Kürzels erfolgte aufgrund des Bekanntheitsgrades.

## DBfK Heute

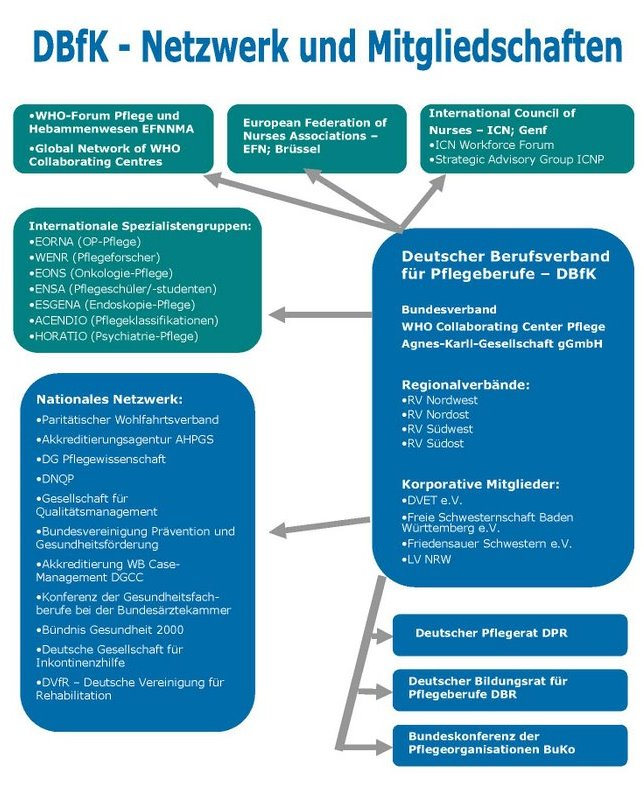
Netzwerk und Mitgliedschaften des DBfK

Als Agnes Karll die B.O.K.D. gründete, hatte diese etwa 300 Mitglieder. Seither hat sich der Deutsche Berufsverband für Pflegeberufe (DBfK) zum größten Berufsverband innerhalb Deutschlands mit dem Ziel der konstanten Professionalisierung und der Qualitätssicherung der Pflege entwickelt. Ab 2004 hat der DBfK eine umfangreiche Strukturreform vorgenommen, die 2008 abgeschlossen wurde und zur heutigen Organisationsstruktur des Berufsverbandes geführt hat. Im Juno 2024 wurde Vera Lux zur Präsidentin gewählt. Sie ist Nachfolgerin von Christel Bienstein, die seit 2012 im Amt gewesen war.

### Organisation
Der Bundesverband des DBfK ist heute die Dachorganisation von vier Regionalverbänden. Er ist ein eingetragener Verein, jedoch nicht gemeinnützig, da er, wie auch die Regionalverbände, ein reiner Berufsverband ist.
Die Regionalverbände sind für folgende Bundesländer zuständig:
- Nordost: Berlin, Brandenburg, Mecklenburg-Vorpommern
- Nordwest: Bremen, Hamburg, Niedersachsen, Nordrhein-Westfalen, Schleswig-Holstein
- Südost: Bayern, Sachsen, Sachsen-Anhalt, Thüringen
- Südwest: Baden-Württemberg, Hessen, Rheinland-Pfalz, Saarland

Die Regionalverbände führen einen Teil ihrer Einkünfte an den Bundesverband ab, der, da er keine Mitglieder hat, selber keine eigenen Einkünfte bezieht. Aufgabe des Bundesverbandes ist die Interessenwahrnehmung der Pflegenden auf nationaler und internationaler Ebene. Um dieser Aufgabe gerecht zu werden, führte der DBfK zwölf Bundesfachgruppen ein, die auf Bundesebene durch sogenannte Bundesarbeitsgemeinschaften (BAGs) vertreten werden.
Die Zeitschrift Die Schwester, Der Pfleger ist offizielles Organ des DBfK.

### Netzwerk
In seiner Funktion als Interessenvertretung für Angehörige der Pflegeberufe ist der DBfK neben einer nationalen Vernetzung verbandsintern und -extern ebenfalls aktiv in einem breiten Netzwerk aus internationalen Pflege- und Gesundheitsorganisationen tätig.

### Pflegewiki
Ein 2004 gegründetes Online-Lexikon Pflegewiki stand seit März 2013 unter der Schirmherrschaft des DBfK. Es ist derzeit (23. Juni 2018) nicht erreichbar.